# Campeonato Carioca de Futebol de 2022

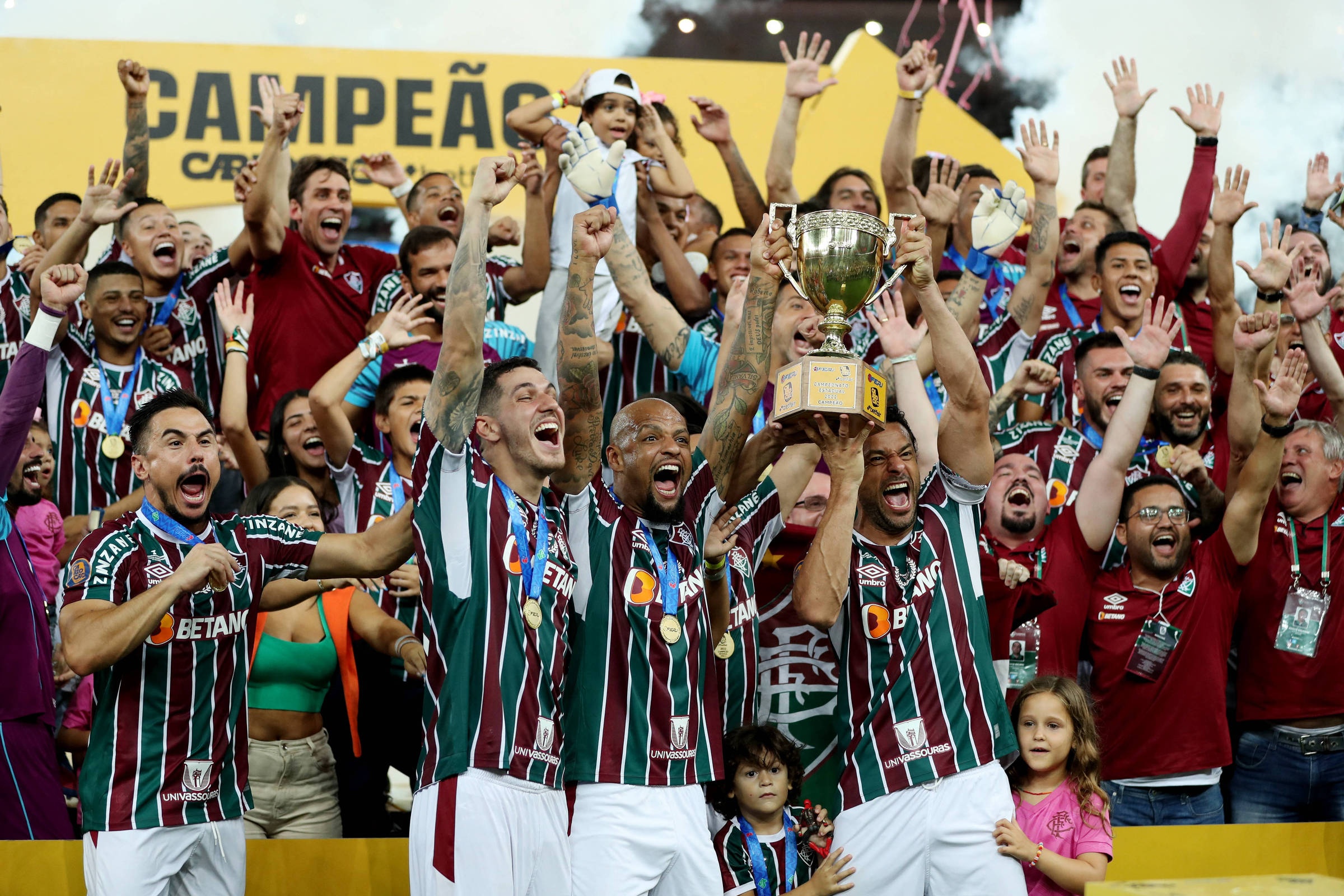
Campeão carioca de futebol de 2022, Fluminense

Campeonato Carioca de Futebol de 2022 (também conhecido como Cariocão Betfair 2022 por questões de patrocínio) foi a 125.ª edição da principal divisão do futebol no Rio de Janeiro. A disputa foi organizada pela Federação de Futebol do Estado do Rio de Janeiro (FERJ). A fase principal desta edição, Taça Guanabara, aconteceu em pontos corridos, entre as 12 equipes (11 primeiras colocadas da edição anterior e o campeão da Série A2 de 2021) definindo as quatro melhores equipes que disputaram as semifinais e finais do Campeonato. As quatro equipes classificadas entre o 5.º e 8.º lugares disputaram o título da Taça Rio.
Na terceira final consecutiva entre Flamengo e Fluminense, o campeão desta edição foi o Fluminense, conquistando o seu 32.º título estadual e impedindo o rival de conquistar o inédito tetracampeonato. Vasco e Botafogo foram os semifinalistas. O Resende foi o campeão da Taça Rio e terminou a competição em 5.º lugar.

## Regulamento

### Critério de desempates
Caso ocorresse empate em pontos ganhos foram aplicados os critérios de desempate, sucessivamente:
1. Maior número de vitórias
2. Maior saldo de gols
3. Maior número de gols pró (gols marcados)
4. Confronto direto
5. Menor número de cartões amarelos e vermelhos, onde cada cartão vermelho será considerado equivalente a três cartões amarelos
6. Sorteio público na sede da Federação, em dia e horário a serem determinados

### Taça Guanabara (fase principal)
Em formato igual a edição anterior, a fase principal foi formada apenas pela Taça Guanabara. Foram disputada pelas 11 equipes melhores classificadas no Campeonato do ano anterior e a campeã da Série A2 de 2021 e aconteceram, portanto, 11 rodadas.

### Taça Rio
A Taça Rio foi disputada apenas pelas equipes classificadas do 5.ª ao 8.ª lugar da Taça Guanabara (fase principal) em paralelo às disputadas das semifinais e finais do Campeonato. As semifinais em cruzamento olímpico (5.º colocado x 8.º colocado e 6.º colocado x 7.º colocado), em partidas de ida e volta, com vantagem para os mais bem colocados (em pontos ganhos e saldo de gols). Nas partidas finais não houve vantagem para nenhuma das equipes e, também, disputa por pênaltis em caso de empate (pontos e saldo de gols).

### Fase final
Os quatro primeiros colocados da fase principal (Taça Guanabara) decidiram, em cruzamento olímpico (1.º colocado x 4.º colocado e 2.º colocado x 3.º colocado), as semifinais do Campeonato em duas partidas com vantagem de empate (em pontos ganhos e saldo de gols) para as equipes melhores classificadas, assim como a escolha do mando de campo (1.ª ou 2.ª partida). Nas partidas finais (entre os vencedores das semifinais) não houve vantagem para nenhuma equipe, porém a melhor classificada pode escolher o mando de campo (na 1.ª ou 2.ª partida) e haveria disputa por pênaltis em caso de empate (pontos e saldo de gols).

### Torneio Independência
Considerando-se apenas os clubes não considerados grandes (Botafogo, Flamengo, Fluminense e Vasco da Gama) e as partidas disputadas entre estes clubes (também sem as partidas disputadas com o clubes grandes), a equipe melhor classificada, aplicando-se os critérios de desempate, foi o campeão do Torneio Independência (Troféu José Luiz de Magalhães Lins Filho). O campeão e vice-campeão do Torneio foram indicados para a Copa do Brasil de 2023.

## Transmissão televisiva
Pelo segundo ano consecutivo, os jogos foram transmitidos pela RecordTV em TV aberta, além do PPV disponível para assinantes da Eleven Sports, SKY, Claro TV e Vivo TV e nas plataformas de streaming de cada clube. As partidas do acordo do canal aberto também serão exibidas no YouTube, pelo canal Flow Sport Club, e na Twitch por meio das contas Ronaldo TV, Gaules e Casimiro.

### Rescisão com Flow
Em 8 de fevereiro de 2022, a FERJ anunciou a rescisão do contrato com plataforma Flow Sport Club, após o episódio envolvendo o canal principal do Flow. Alguns dias depois, a organização fechou com o canal Camisa 21, para transmitir os jogos no YouTube.

## Participantes
| Equipe        | Cidade         | Em 2021       | Estádio                                   | Capacidade    | Títulos (Carioca)   |
| ------------- | -------------- | ------------- | ----------------------------------------- | ------------- | ------------------- |
| Audax Rio     | Angra dos Reis | 1º (Série A2) | Jair Toscano de Brito Raulino de Oliveira | 1 500 18 230  | 0 (não possui)      |
| Bangu         | Rio de Janeiro | 11º           | Moça Bonita                               | 9 024         | 2 (último em 1966)  |
| Boavista-RJ   | Saquarema      | 10º           | Eucyr Resende                             | 4 315         | 0 (não possui)      |
| Botafogo      | Rio de Janeiro | 6º            | Nilton Santos                             | 44 661        | 21 (último em 2018) |
| Flamengo      | Rio de Janeiro | 1º            | Raulino de Oliveira Maracanã              | 18 230 78 838 | 37 (último em 2021) |
| Fluminense    | Rio de Janeiro | 2º            | Luso-Brasileiro Maracanã                  | 5 044 78 838  | 31 (último em 2012) |
| Madureira     | Rio de Janeiro | 8º            | Conselheiro Galvão                        | 5 014         | 0 (não possui)      |
| Nova Iguaçu   | Nova Iguaçu    | 7º            | Laranjão                                  | 1 810         | 0 (não possui)      |
| Portuguesa-RJ | Rio de Janeiro | 3º            | Luso-Brasileiro                           | 5 044         | 0 (não possui)      |
| Resende       | Resende        | 9º            | Trabalhador                               | 4 600         | 0 (não possui)      |
| Vasco da Gama | Rio de Janeiro | 5º            | São Januário                              | 21 880        | 24 (último em 2016) |
| Volta Redonda | Volta Redonda  | 4º            | Raulino de Oliveira                       | 18 230        | 0 (não possui)      |

## Taça Guanabara
| Pos | Equipe        | PG | Jogos | Jogos | Jogos | Jogos | Gols | Gols | Gols | Cartões | Cartões                       | Desempenho por rodada | Desempenho por rodada | Desempenho por rodada | Desempenho por rodada | Desempenho por rodada | Desempenho por rodada | Desempenho por rodada | Desempenho por rodada | Desempenho por rodada | Desempenho por rodada | Desempenho por rodada |
| Pos | Equipe        | PG | #     | V     | E     | D     | GP   | GS   | SG   | Expulso | Penalizado com cartão amarelo | 1ª                    | 2ª                    | 3ª                    | 4ª                    | 5ª                    | 6ª                    | 7ª                    | 8ª                    | 9ª                    | 10ª                   | 11ª                   |
| --- | ------------- | -- | ----- | ----- | ----- | ----- | ---- | ---- | ---- | ------- | ----------------------------- | --------------------- | --------------------- | --------------------- | --------------------- | --------------------- | --------------------- | --------------------- | --------------------- | --------------------- | --------------------- | --------------------- |
| 1   | Fluminense    | 28 | 11    | 9     | 1     | 1     | 16   | 2    | +14  | 1       | 16                            | 10                    | 5                     | 4                     | 3                     | 2                     | 1                     | 1                     | 1                     | 1                     | 1                     | 1                     |
| 2   | Flamengo      | 26 | 11    | 8     | 2     | 1     | 27   | 8    | +20  | 1       | 28                            | 2                     | 3                     | 2                     | 4                     | 4                     | 2                     | 2                     | 2                     | 2                     | 2                     | 2                     |
| 3   | Vasco da Gama | 22 | 11    | 7     | 1     | 3     | 19   | 11   | +8   | 0       | 36                            | 1                     | 1                     | 3                     | 2                     | 1                     | 4                     | 3                     | 3                     | 3                     | 4                     | 3                     |
| 4   | Botafogo      | 20 | 11    | 6     | 2     | 3     | 24   | 16   | +8   | 1       | 35                            | 6                     | 2                     | 1                     | 1                     | 3                     | 3                     | 4                     | 4                     | 4                     | 3                     | 4                     |
| 5   | Nova Iguaçu   | 14 | 11    | 4     | 2     | 5     | 11   | 15   | –4   | 1       | 31                            | 7                     | 10                    | 11                    | 12                    | 12                    | 12                    | 12                    | 11                    | 9                     | 8                     | 5                     |
| 6   | Portuguesa-RJ | 12 | 11    | 3     | 3     | 5     | 11   | 12   | –1   | 3       | 40                            | 9                     | 4                     | 5                     | 5                     | 5                     | 6                     | 5                     | 6                     | 6                     | 6                     | 6                     |
| 7   | Resende       | 12 | 11    | 3     | 3     | 5     | 11   | 17   | –6   | 3       | 37                            | 11                    | 7                     | 6                     | 7                     | 8                     | 10                    | 10                    | 5                     | 5                     | 5                     | 7                     |
| 8   | Audax Rio     | 11 | 11    | 3     | 2     | 6     | 9    | 14   | –5   | 4       | 38                            | 8                     | 11                    | 12                    | 8                     | 9                     | 5                     | 7                     | 8                     | 10                    | 9                     | 8                     |
| 9   | Madureira     | 11 | 11    | 3     | 2     | 6     | 9    | 17   | –8   | 1       | 29                            | 4                     | 6                     | 8                     | 10                    | 10                    | 7                     | 6                     | 7                     | 7                     | 7                     | 9                     |
| 10  | Boavista-RJ   | 9  | 11    | 3     | 4     | 4     | 13   | 16   | –3   | 1       | 31                            | 5                     | 9                     | 10                    | 6                     | 6                     | 9                     | 11                    | 12                    | 12                    | 11                    | 10                    |
| 11  | Bangu         | 9  | 11    | 2     | 3     | 6     | 5    | 17   | –12  | 1       | 21                            | 3                     | 8                     | 7                     | 9                     | 7                     | 8                     | 8                     | 9                     | 8                     | 10                    | 11                    |
| 12  | Volta Redonda | 6  | 11    | 1     | 3     | 7     | 11   | 21   | –10  | 0       | 37                            | 12                    | 12                    | 9                     | 11                    | 11                    | 11                    | 9                     | 10                    | 11                    | 12                    | 12                    |

     Campeão da Taça Guanabara 2022 e classificado para as semifinais do Campeonato
     Classificados para as semifinais do Campeonato
     Classificados para as semifinais da Taça Rio 2022
     Rebaixado para a Série A2 de 2022
Critérios de ordenação: 1. Pontos ganhos / 2. Vitórias / 3. Saldo de gols / 4. Gols pró (gols marcados) / 5. Cartões vermelhos e amarelos 
Fonte: 

### Confrontos
Fonte:

#### Primeira rodada
| 25 de janeiro | Boavista-RJ | 1 – 1         | Botafogo      | Estádio Nilton Santos, Rio de Janeiro                           |
| 21:00         | Kadu 28'    | Súmula (FERJ) | Carlinhos 33' | Público: 2 734 Árbitro: RJ Paulo Renato Moreira da Silva Coelho |

| 26 de janeiro | Audax Rio | 0 – 0         | Nova Iguaçu | Estádio Elcyrzão, Saquarema                |
| 15:30         |           | Súmula (FERJ) |             | Público: 64 Árbitro: RJ Bruno Mota Correia |

| 26 de janeiro | Volta Redonda                     | 2 – 4         | Vasco da Gama                                         | Estádio Raulino de Oliveira, Volta Redonda                   |
| 19:00         | Pedrinho 43' (pen) · Dilsinho 62' | Súmula (FERJ) | Gabriel Pec 10' · Raniel 28' · Nenê 38' · Juninho 46' | Público: 2 528 Árbitro: RJ Alexandre Vargas Tavares de Jesus |

| 26 de janeiro | Flamengo             | 2 – 1         | Portuguesa-RJ | Estádio Luso-Brasileiro, Rio de Janeiro          |
| 21:35         | Lázaro 5' (pen), 54' | Súmula (FERJ) | Sanchez 61'   | Público: 2 931 Árbitro: RJ Bruno Arleu de Araújo |

| 27 de janeiro | Madureira       | 1 – 0         | Resende | Estádio Conselheiro Galvão, Rio de Janeiro              |
| 15:30         | Felipe Dias 30' | Súmula (FERJ) |         | Público: 484 Árbitro: RJ Maurício Machado Coelho Júnior |

| 27 de janeiro | Fluminense | 0 – 1         | Bangu              | Estádio Luso-Brasileiro, Rio de Janeiro       |
| 20:30         |            | Súmula (FERJ) | Roberto Baggio 14' | Público: 2 488 Árbitro: RJ Alex Gomes Stefano |

#### Segunda rodada
| 29 de janeiro | Portuguesa-RJ    | 1 – 0         | Audax Rio | Estádio Luso-Brasileiro, Rio de Janeiro    |
| 15:30         | Bruno Santos 90' | Súmula (FERJ) |           | Público: 434 Árbitro: RJ João Ennio Sobral |

| 29 de janeiro | Volta Redonda | 0 – 0         | Flamengo | Estádio Raulino de Oliveira, Volta Redonda        |
| 18:00         |               | Súmula (FERJ) |          | Público: 2 267 Árbitro: RJ Grazianni Maciel Rocha |

| 29 de janeiro | Vasco da Gama | 1 – 1         | Boavista-RJ  | Estádio São Januário, Rio de Janeiro                     |
| 21:00         | Raniel 55'    | Súmula (FERJ) | Wandinho 83' | Público: 5 686 Árbitro: RJ Rodrigo Carvalhães de Miranda |

| 30 de janeiro | Resende                | 1 – 0         | Nova Iguaçu | Estádio do Trabalhador, Resende                  |
| 11:00         | Emanuel Biancucchi 60' | Súmula (FERJ) |             | Público: 186 Árbitro: RJ Diego da Silva Lourenço |

| 30 de janeiro | Botafogo                                 | 2 – 0         | Bangu | Estádio Nilton Santos, Rio de Janeiro                  |
| 16:00         | Felipe Ferreira 9' · Diego Gonçalves 76' | Súmula (FERJ) |       | Público: 2 823 Árbitro: RJ Yuri Elino Ferreira da Cruz |

| 30 de janeiro | Madureira | 0 – 1         | Fluminense     | Estádio Raulino de Oliveira, Volta Redonda          |
| 18:00         |           | Súmula (FERJ) | Jhon Arias 67' | Público: 3 035 Árbitro: RJ Tarcizo Pinheiro Caetano |

#### Terceira rodada
| 2 de fevereiro | Bangu                | 1 – 1         | Volta Redonda | Estádio de Moça Bonita, Rio de Janeiro          |
| 15:30          | Lucas Oliveira 90+9' | Súmula (FERJ) | MV 55'        | Público: 640 Árbitro: RJ João Batista de Arruda |

| 2 de fevereiro | Flamengo                              | 3 – 0         | Boavista-RJ | Estádio Raulino de Oliveira, Volta Redonda                |
| 18:00          | Marinho 24' · Pedro 61' · Gabriel 85' | Súmula (FERJ) |             | Público: 9 124 Árbitro: RJ Mauricio Machado Coelho Junior |

| 2 de fevereiro | Vasco da Gama                    | 3 – 2         | Nova Iguaçu               | Estádio São Januário, Rio de Janeiro                            |
| 21:35          | Nenê 19' (pen), 62' · Raniel 53' | Súmula (FERJ) | Samuel Granada 82', 90+2' | Público: 5 031 Árbitro: RJ Paulo Renato Moreira da Silva Coelho |

| 3 de fevereiro | Resende         | 1 – 1         | Portuguesa-RJ    | Estádio do Trabalhador, Resende               |
| 15:30          | João Felipe 77' | Súmula (FERJ) | Wellington 43+3' | Público: 337 Árbitro: RJ Rafael Martins de Sá |

| 3 de fevereiro | Botafogo                                                           | 4 – 2         | Madureira       | Estádio Nilton Santos, Rio de Janeiro         |
| 18:00          | Kanu 60' · Diego Gonçalves 68' · Joel Carli 79' · Rai da Silva 85' | Súmula (FERJ) | Pipico 15', 58' | Público: 2 141 Árbitro: RJ Alex Gomes Stefano |

| 3 de fevereiro | Fluminense | 1 – 0         | Audax Rio | Estádio Luso-Brasileiro, Rio de Janeiro                   |
| 20:15          | Cano 41'   | Súmula (FERJ) |           | Público: 2 395 Árbitro: RJ Wagner do Nascimento Magalhães |

#### Quarta rodada
| 5 de fevereiro | Boavista-RJ | 1 – 0         | Volta Redonda | Estádio Elcyrzão, Saquarema                          |
| 16:00          | Ralph 18'   | Súmula (FERJ) |               | Público: 385 Árbitro: RJ Yuri Elino Ferreira da Cruz |

| 6 de fevereiro | Madureira  | 1 – 3         | Vasco da Gama                     | Estádio Conselheiro Galvão, Rio de Janeiro                |
| 15:30          | Pipico 62' | Súmula (FERJ) | Gabriel Pec 5' · Getúlio 33', 51' | Público: 2 153 Árbitro: RJ Wagner do Nascimento Magalhães |

| 6 de fevereiro | Flamengo | 0 – 1         | Fluminense | Estádio Olímpico Nilton Santos, Rio de Janeiro                |
| 16:05          |          | Súmula (FERJ) | Arias 89'  | Público: 20 485 Árbitro: RJ Alexandre Vargas Tavares de Jesus |

| 6 de fevereiro | Portuguesa-RJ | 1 – 0         | Bangu | Estádio Luso-Brasileiro, Rio de Janeiro         |
| 19:00          | Patrick 27'   | Súmula (FERJ) |       | Público: 589 Árbitro: RJ Grazianni Maciel Rocha |

| 7 de fevereiro | Resende | 0 – 1         | Audax Rio | Estádio do Trabalhador, Resende                    |
| 15:30          |         | Súmula (FERJ) | Misael 3' | Público: 243 Árbitro: RJ Daniel Victor Costa Silva |

| 7 de fevereiro | Botafogo                    | 2 – 0         | Nova Iguaçu | Estádio Nilton Santos, Rio de Janeiro               |
| 21:00          | Matheus Nascimento 62', 77' | Súmula (FERJ) |             | Público: 1 720 Árbitro: RJ Tarcizo Pinheiro Caetano |

#### Quinta rodada
| 9 de fevereiro | Bangu | 0 – 0         | Madureira | Estádio de Moça Bonita, Rio de Janeiro           |
| 15:30          |       | Súmula (FERJ) |           | Público: 490 Árbitro: RJ Diego da Silva Lourenço |

| 9 de fevereiro | Vasco da Gama | 1 – 0         | Portuguesa-RJ | Estádio São Januário, Rio de Janeiro          |
| 21:35          | Nenê 76'      | Súmula (FERJ) |               | Público: 5 794 Árbitro: RJ Alex Gomes Stefano |

| 10 de fevereiro | Nova Iguaçu | 1 – 1         | Boavista-RJ  | Estádio Laranjão, Nova Iguaçu              |
| 15:30           | Dedé 21'    | Súmula (FERJ) | Di Maria 12' | Público: 801 Árbitro: RJ João Ennio Sobral |

| 10 de fevereiro | Audax Rio        | 1 – 2         | Flamengo                      | Estádio Raulino de Oliveira, Volta Redonda      |
| 19:00           | Hugo Sanches 70' | Súmula (FERJ) | Gabriel 45' · Kayck 60' (g.c) | Público: 4 002 Árbitro: RJ Rafael Martins de Sá |

| 10 de fevereiro | Fluminense                     | 2 – 1         | Botafogo | Estádio Olímpico Nilton Santos, Rio de Janeiro           |
| 20:00           | Willian 53' · Luccas Claro 64' | Súmula (FERJ) | Kanu 21' | Público: 9 000 Árbitro: RJ Rodrigo Carvalhães de Miranda |

| 2 de março | Volta Redonda | 1 – 2         | Resende                    | Estádio Raulino de Oliveira, Volta Redonda              |
| 19:00      | Grasson 87'   | Súmula (FERJ) | Macena 57' · Igor Bolt 60' | Público: 522 Árbitro: RJ Wagner do Nascimento Magalhães |

#### Sexta rodada
| 12 de fevereiro | Bangu | 0 – 0         | Resende | Estádio de Moça Bonita, Rio de Janeiro      |
| 15:35           |       | Súmula (FERJ) |         | Público: 784 Árbitro: RJ Bruno Mota Correia |

| 12 de fevereiro | Volta Redonda | 0 – 1         | Madureira        | Estádio Raulino de Oliveira, Volta Redonda      |
| 18:00           |               | Súmula (FERJ) | Ygor Catatau 68' | Público: 692 Árbitro: RJ Grazianni Maciel Rocha |

| 13 de fevereiro | Audax Rio                         | 2 – 0         | Boavista-RJ | Estádio Jair Carneiro Toscano de Brito, Angra dos Reis        |
| 15:30           | Lucas Mota 67' · Hugo Sanches 70' | Súmula (FERJ) |             | Público: 433 Árbitro: RJ Paulo Renato Moreira da Silva Coelho |

| 13 de fevereiro | Fluminense | 1 – 0         | Portuguesa-RJ | Estádio Nilton Santos, Rio de Janeiro            |
| 16:00           | Cano 52'   | Súmula (FERJ) |               | Público: 5 160 Árbitro: RJ Bruno Arleu de Araújo |

| 13 de fevereiro | Flamengo                                                                         | 5 – 0         | Nova Iguaçu | Estádio Raulino de Oliveira, Volta Redonda             |
| 19:00           | Gustavo Henrique 3' · Arrascaeta 37' · Gabriel 71' (pen) · Pedro 84' · Diego 43' | Súmula (FERJ) |             | Público: 6 293 Árbitro: RJ Yuri Elino Ferreira da Cruz |

| 13 de fevereiro | Vasco da Gama | 0 – 1         | Botafogo   | Estádio Castelão, São Luís                                |
| 20:00           |               | Súmula (FERJ) | Erison 33' | Público: 9 363 Árbitro: RJ Wagner do Nascimento Magalhães |

#### Sétima rodada
| 16 de fevereiro | Madureira       | 1 – 2         | Flamengo                               | Estádio Conselheiro Galvão, Rio de Janeiro               |
| 15:30           | Ygor Catatau 2' | Súmula (FERJ) | Éverton Ribeiro 59' · Willian Arão 69' | Público: 1 293 Árbitro: RJ Rodrigo Carvalhães de Miranda |

| 16 de fevereiro | Volta Redonda                                       | 4 – 0         | Audax Rio | Estádio Raulino de Oliveira, Volta Redonda              |
| 19:00           | Lelê 44' · Pedrinho 46', 66' (pen) · Caio Vitor 56' | Súmula (FERJ) |           | Público: 598 Árbitro: RJ Maurício Machado Coelho Júnior |

| 16 de fevereiro | Nova Iguaçu | 0 – 1         | Fluminense | Estádio Luso-Brasileiro                           |
| 21:35           |             | Súmula (FERJ) | André 24'  | Público: 1 236 Árbitro: RJ Grazianni Maciel Rocha |

| 17 de fevereiro | Portuguesa-RJ          | 1 – 2         | Boavista-RJ                       | Estádio Luso-Brasileiro, Rio de Janeiro            |
| 16:00           | Bruno Santos 69' (pen) | Súmula (FERJ) | Diogo Rangel 64' · Marquinhos 90' | Público: 548 Árbitro: RJ Daniel Victor Costa Silva |

| 17 de fevereiro | Botafogo                                  | 2 – 1         | Resende      | Estádio Nilton Santos, Rio de Janeiro |
| 18:00           | Matheus Nascimento 58' · Erison 61' (pen) | Súmula (FERJ) | Jeffinho 68' | Público: 1 774 Árbitro: RJ            |

| 17 de fevereiro | Vasco da Gama         | 2 – 0         | Bangu | Estádio São Januário, Rio de Janeiro                |
| 20:30           | Raniel 59' · Nenê 65' | Súmula (FERJ) |       | Público: 5 931 Árbitro: RJ Tarcizo Pinheiro Caetano |

#### Oitava rodada
| 19 de fevereiro | Fluminense                             | 3 – 0         | Volta Redonda | Estádio Luso-Brasileiro, Rio de Janeiro                   |
| 19:00           | Nonato 39' · Manoel 47' · Calegari 54' | Súmula (FERJ) |               | Público: 1 668 Árbitro: RJ Wagner do Nascimento Magalhães |

| 20 de fevereiro | Nova Iguaçu   | 1 – 0         | Bangu | Estádio Laranjão, Nova Iguaçu               |
| 11:00           | Luã Lúcio 84' | Súmula (FERJ) |       | Público: 900 Árbitro: RJ Alex Gomes Stefano |

| 20 de fevereiro | Portuguesa-RJ | 0 – 0         | Madureira | Estádio Luso-Brasileiro, Rio de Janeiro         |
| 15:30           |               | Súmula (FERJ) |           | Público: 294 Árbitro: RJ João Batista de Arruda |

| 20 de fevereiro | Audax Rio | 0 – 1         | Vasco da Gama | Estádio Raulino de Oliveira, Volta Redonda    |
| 18:30           |           | Súmula (FERJ) | Raniel 59'    | Público: 2 579 Árbitro: RJ Bruno Mota Correia |

| 21 de fevereiro | Resende                           | 4 – 2         | Boavista-RJ                  | Estádio do Trabalhador, Resende               |
| 15:30           | Igor 34', 72' · Bismarck 86', 89' | Súmula (FERJ) | Pablo 41' · Diogo Rangel 53' | Público: 304 Árbitro: RJ Thiago Ramos Marques |

| 23 de fevereiro | Botafogo        | 1 – 3         | Flamengo                                          | Estádio Nilton Santos, Rio de Janeiro                 |
| 20:00           | Léo Pereira 74' | Súmula (FERJ) | Pedro 9' · Gabriel Barbosa 45+4' · Arrascaeta 72' | Público: 12 743 Árbitro: RJ Grazianni Maciel da Rocha |

#### Nona rodada
| 24 de fevereiro | Bangu                                | 2 – 0         | Audax Rio | Estádio de Moça Bonita, Rio de Janeiro        |
| 15:30           | Mateus Nascimento 28' · Denilson 84' | Súmula (FERJ) |           | Público: 361 Árbitro: RJ Rafael Martins de Sá |

| 25 de fevereiro | Boavista-RJ | 1 – 2         | Madureira                  | Estádio Elcyrzão, Saquarema                |
| 16:00           | Biel 26'    | Súmula (FERJ) | Erick Pulga 54' · Gian 64' | Público: 181 Árbitro: RJ João Ennio Sobral |

| 26 de fevereiro | Fluminense           | 2 – 0         | Vasco da Gama | Estádio Nilton Santos, Rio de Janeiro             |
| 17:00           | Cano 6' · Nonato 37' | Súmula (FERJ) |               | Público: 10 854 Árbitro: RJ Bruno Arleu de Araújo |

| 27 de fevereiro | Volta Redonda           | 2 – 3         | Nova Iguaçu                                     | Estádio Raulino de Oliveira, Volta Redonda                    |
| 15:00           | Lelê 64' · Pedrinho 71' | Súmula (FERJ) | Alemão 6' (g.c.) · Yan 53' · Samuel Granada 88' | Público: 439 Árbitro: RJ Paulo Renato Moreira da Silva Coelho |

| 27 de fevereiro | Flamengo                                     | 2 – 2         | Resende                               | Estádio Nilton Santos, Rio de Janeiro                       |
| 16:00           | Arrascaeta 87' · Gabriel Barbosa 90+3' (pen) | Súmula (FERJ) | Emanuel Biancucchi 26' · Jeffinho 81' | Público: 9 127 Árbitro: RJ Felipe da Silva Gonçalves Paludo |

| 27 de fevereiro | Portuguesa-RJ                                                                      | 5 – 3         | Botafogo                                   | Estádio Luso-Brasileiro, Rio de Janeiro            |
| 19:00           | Joel Carli 1' (g.c.) · Watson 40' · Bruno Santos 46' · Miller 68' · João Paulo 82' | Súmula (FERJ) | Erison 42' · Matheus Nascimento 45', 90+5' | Público: 1 758 Árbitro: RJ Diego da Silva Lourenço |

#### Décima rodada
| 5 de março | Nova Iguaçu | 1 – 0         | Portuguesa-RJ | Estádio Laranjão, Nova Iguaçu                          |
| 11:00      | Dedé 61'    | Súmula (FERJ) |               | Público: 661 Árbitro: RJ Rodrigo Carvalhães de Miranda |

| 5 de março | Resende | 0 – 4         | Fluminense                                                | Estádio Raulino de Oliveira, Volta Redonda             |
| 16:00      |         | Súmula (FERJ) | Arias 1' · Martinelli 4' · Nonato 37' · Heitor 58' (g.c.) | Público: 6 936 Árbitro: RJ Yuri Elino Ferreira da Cruz |

| 6 de março | Madureira        | 1 – 3         | Audax Rio                                    | Estádio Conselheiro Galvão, Rio de Janeiro              |
| 11:00      | Ygor Catatau 81' | Súmula (FERJ) | Fernando Medeiros 60', 90+9' · Carlinhos 89' | Público: 469 Árbitro: RJ Wagner do Nascimento Magalhães |

| 6 de março | Boavista-RJ                                  | 4 – 1         | Bangu            | Estádio Elcyrzão, Saquarema                    |
| 15:30      | Di Maria 13' 71' · Marquinhos 25' · Ryan 59' | Súmula (FERJ) | Lucas Duarte 62' | Público: 284 Árbitro: RJ Bruno Arleu de Araújo |

| 6 de março | Flamengo                         | 2 – 1         | Vasco da Gama   | Estádio Nilton Santos, Rio de Janeiro            |
| 16:00      | Filipe Luís 11' · Arrascaeta 89' | Súmula (FERJ) | Gabriel Pec 51' | Público: 20 186 Árbitro: RJ Rafael Martins de Sá |

| 7 de março | Botafogo                                                       | 5 – 0         | Volta Redonda | Estádio Nilton Santos, Rio de Janeiro                       |
| 19:30      | Joel Carli 09' · Mezenga 75' · Rikelmi 88' · Erison 90', 90+2' | Súmula (FERJ) |               | Público: 1 523 Árbitro: RJ Felipe da Silva Gonçalves Paludo |

#### Décima primeira rodada
| 12 de março | Portuguesa-RJ  | 1 – 1         | Volta Redonda  | Estádio Luso-Brasileiro, Rio de Janeiro           |
| 16:00       | Andrezinho 42' | Súmula (FERJ) | Luiz Paulo 72' | Público: 467 Árbitro: RJ Tarcizo Pinheiro Caetano |

| 12 de março | Boavista-RJ | 0 – 0         | Fluminense | Estádio Elcyrzão, Saquarema                                 |
| 16:00       |             | Súmula (FERJ) |            | Público: 1 722 Árbitro: RJ Felipe da Silva Gonçalves Paludo |

| 12 de março | Bangu | 0 – 6         | Flamengo                                                                       | Estádio do Maracanã, Rio de Janeiro            |
| 19:30       |       | Súmula (FERJ) | De Arrascaeta 9' · Gabi 14', 90+1' · Léo Pereira 43', 80' · Matheus França 74' | Público: 61 335 Árbitro: RJ Bruno Mota Correia |

| 13 de março | Nova Iguaçu                            | 3 – 0         | Madureira | Estádio Laranjão, Nova Iguaçu                    |
| 11:00       | 7Andrey 63', 69' · Gabriel Santana 88' | Súmula (FERJ) |           | Público: 659 Árbitro: RJ Diego da Silva Lourenço |

| 13 de março | Vasco da Gama                                  | 3 – 0         | Resende | Estádio São Januário, Rio de Janeiro             |
| 16:00       | Bruno Nazário 38' · Vitinho 75' · Vinícius 79' | Súmula (FERJ) |         | Público: 2 939 Árbitro: RJ Bruno Arleu de Araújo |

| 13 de março | Audax Rio                    | 2 – 2         | Botafogo                     | Estádio Jair Toscano de Brito, Angra dos Reis   |
| 16:00       | Lessa 43' · Hugo Sanches 76' | Súmula (FERJ) | Breno 49' · Erison 80' (pen) | Público: 2 127 Árbitro: RJ Thiago Ramos Marques |

### Premiação
| Taça Guanabara de 2022           |
| Rio de Janeiro                   |
| -------------------------------- |
| FLUMINENSE Campeão (11.º título) |

## Taça Rio
Em itálico, as equipes que jogarão pelo empate por ter melhor campanha e em negrito as equipes vencedoras das partidas. Na final, não há vantagem de empate para nenhuma equipe.
|  | Semifinais    | Semifinais     | Semifinais | Semifinais |       |             | Final | Final | Final | Final |
|  |               |                |            |            |       |             |       |       |       |       |
|  | Nova Iguaçu   | 2              | 2          | 4          |       |             |       |       |       |       |
|  | Audax Rio     | 1              | 1          | 2          |       |             |       |       |       |       |
|  | Audax Rio     | 1              | 1          | 2          |       | Nova Iguaçu | 1     | 0     | 1 (2) |       |
|  |               |                |            |            |       | Nova Iguaçu | 1     | 0     | 1 (2) |       |
|  |               | Resende (pen.) | 1          | 0          | 1 (4) |             |       |       |       |       |
|  | Portuguesa-RJ | Resende (pen.) | 1          | 0          | 1 (4) | 0           | 2     | 2     |       |       |
|  | Portuguesa-RJ |                |            |            |       | 0           | 2     | 2     |       |       |
|  | Resende       | 1              | 2          | 3          |       |             |       |       |       |       |

#### Confrontos

##### Semifinais
Fonte:
Ida
| 19 de março | Audax Rio | 1 – 2         | Nova Iguaçu            | Estádio Jair Toscano de Brito, Angra dos Reis |
| 15:30       | Lessa 6'  | Súmula (FERJ) | Samuel Granada 3', 41' | Público: 886 Árbitro: RJ Thiago Ramos Marques |

| 20 de março | Resende       | 1 – 0         | Portuguesa-RJ | Estádio do Trabalhador, Resende            |
| 15:30       | Douglas 90+2' | Súmula (FERJ) |               | Público: 688 Árbitro: RJ João Ennio Sobral |

Volta
| 23 de março | Nova Iguaçu              | 2 – 1         | Audax Rio | Estádio Laranjão, Nova Iguaçu                           |
| 15:30       | Yan 36' · João Pedro 87' | Súmula (FERJ) | Fidel 28' | Público: 685 Árbitro: RJ Maurício Machado Coelho Júnior |

| 24 de março | Portuguesa-RJ                   | 2 – 2         | Resende                             | Estádio Luso-Brasileiro, Rio de Janeiro            |
| 20:00       | Pirambú 53' · Leandro Amaro 86' | Súmula (FERJ) | Macena 18' · Emanuel Biancucchi 82' | Público: 1 944 Árbitro: RJ Diego da Silva Lourenço |

##### Finais
Fonte:
Ida
| 27 de março | Resende   | 1 – 1         | Nova Iguaçu        | Estádio do Trabalhador, Resende                      |
| 15:00       | Macena 5' | Súmula (FERJ) | Samuel Granada 55' | Público: 982 Árbitro: RJ Yuri Elino Ferreira da Cruz |

Volta
| 30 de março | Nova Iguaçu | 0 – 0         | Resende | Estádio Laranjão, Nova Iguaçu               |
| 15:00       |             | Súmula (FERJ) |         | Público: 990 Árbitro: RJ Alex Gomes Stefano |

|                                                |     | Penalidades                       |  |
| Samuel Granada Luã Lúcio André Santos Vandinho | 2–4 | Paulo Victor Brendon Medina Ingro |  |

#### Premiação
| Taça Rio de 2022             |
| ---------------------------- |
| RESENDE Campeão (1.º título) |

## Torneio Independência
| Pos | Equipe        | PG | Jogos | Jogos | Jogos | Jogos | Gols | Gols | Gols | Cartões | Cartões                       |    | Desempenho por rodada | Desempenho por rodada | Desempenho por rodada | Desempenho por rodada | Desempenho por rodada | Desempenho por rodada | Desempenho por rodada | Desempenho por rodada | Desempenho por rodada | Desempenho por rodada | Desempenho por rodada |
| Pos | Equipe        | PG | #     | V     | E     | D     | GP   | GS   | SG   | Expulso | Penalizado com cartão amarelo | 1ª | 2ª                    | 3ª                    | 4ª                    | 5ª                    | 6ª                    | 7ª                    | 8ª                    | 9ª                    | 10ª                   | 11ª                   |                       |
| --- | ------------- | -- | ----- | ----- | ----- | ----- | ---- | ---- | ---- | ------- | ----------------------------- | -- | --------------------- | --------------------- | --------------------- | --------------------- | --------------------- | --------------------- | --------------------- | --------------------- | --------------------- | --------------------- | --------------------- |
| 1   | Nova Iguaçu   | 14 | 7     | 4     | 2     | 1     | 9    | 4    | +5   | 0       | 18                            | 2  | 4                     | 6                     | 8                     | 7                     | 7                     | 8                     | 6                     | 3                     | 1                     | 1                     |                       |
| 2   | Resende       | 11 | 7     | 3     | 2     | 2     | 8    | 6    | +2   | 3       | 23                            | 4  | 3                     | 2                     | 3                     | 2                     | 1                     | 1                     | 1                     | 2                     | 2                     | 2                     |                       |
| 3   | Madureira     | 11 | 7     | 3     | 2     | 2     | 5    | 7    | –2   | 1       | 17                            | 1  | 2                     | 3                     | 4                     | 4                     | 3                     | 2                     | 2                     | 1                     | 3                     | 3                     |                       |
| 4   | Boavista-RJ   | 10 | 7     | 3     | 1     | 3     | 11   | 11   | 0    | 1       | 21                            | 5  | 6                     | 8                     | 5                     | 3                     | 5                     | 4                     | 4                     | 5                     | 4                     | 4                     |                       |
| 5   | Audax Rio     | 10 | 7     | 3     | 1     | 3     | 6    | 8    | –2   | 4       | 29                            | 3  | 5                     | 7                     | 2                     | 5                     | 4                     | 5                     | 5                     | 6                     | 5                     | 5                     |                       |
| 6   | Portuguesa-RJ | 9  | 7     | 2     | 3     | 2     | 5    | 5    | 0    | 3       | 23                            | 5  | 1                     | 1                     | 1                     | 1                     | 2                     | 3                     | 3                     | 4                     | 6                     | 6                     |                       |
| 7   | Bangu         | 6  | 7     | 1     | 3     | 3     | 4    | 7    | –3   | 1       | 11                            | 5  | 6                     | 4                     | 6                     | 6                     | 6                     | 7                     | 8                     | 7                     | 7                     | 7                     |                       |
| 8   | Volta Redonda | 5  | 7     | 1     | 2     | 4     | 9    | 9    | 0    | 0       | 21                            | 5  | 6                     | 5                     | 7                     | 8                     | 8                     | 6                     | 7                     | 8                     | 8                     | 8                     |                       |

     Campeão (Troféu José Luiz de Magalhães Lins Filho) e classificado para a Copa do Brasil de 2023
     Vice-campeão  e classificado para a Copa do Brasil de 2023
Critérios de ordenação: 1. Pontos ganhos / 2. Vitórias / 3. Saldo de gols / 4. Gols pró (gols marcados) / 5. Cartões vermelhos e amarelos 
Última atualização: 12 de março

#### Premiação
| Torneio Independência de 2022    |
| Nova Iguaçu                      |
| -------------------------------- |
| NOVA IGUAÇU Campeão (1.º título) |

## Fase final
Em itálico, as equipes que jogarão pelo empate por ter melhor campanha e em negrito as equipes vencedoras das partidas. Na final, não há vantagem de empate para nenhuma equipe.
|  | Semifinais    | Semifinais | Semifinais | Semifinais |   |            | Final | Final | Final | Final |
|  |               |            |            |            |   |            |       |       |       |       |
|  | Fluminense    | 1          | 1          | 2          |   |            |       |       |       |       |
|  | Botafogo      | 0          | 2          | 2          |   |            |       |       |       |       |
|  | Botafogo      | 0          | 2          | 2          |   | Fluminense | 2     | 1     | 3     |       |
|  |               |            |            |            |   | Fluminense | 2     | 1     | 3     |       |
|  |               | Flamengo   | 0          | 1          | 1 |            |       |       |       |       |
|  | Flamengo      | Flamengo   | 0          | 1          | 1 | 1          | 1     | 2     |       |       |
|  | Flamengo      |            |            |            |   | 1          | 1     | 2     |       |       |
|  | Vasco da Gama | 0          | 0          | 0          |   |            |       |       |       |       |

##### Semifinais
Fonte:
Ida
| 16 de março | Vasco da Gama | 0 – 1         | Flamengo                  | Estádio do Maracanã, Rio de Janeiro                          |
| 20:00       |               | Súmula (FERJ) | Gabriel Barbosa 41' (pen) | Público: 37 867 Árbitro: RJ Felipe da Silva Gonçalves Paludo |

| 21 de março | Botafogo | 0 – 1         | Fluminense | Estádio Nilton Santos, Rio de Janeiro             |
| 20:00       |          | Súmula (FERJ) | Arias 80'  | Público: 8 422 Árbitro: RJ Grazianni Maciel Rocha |

Volta
| 20 de março | Flamengo         | 1 – 0         | Vasco da Gama | Estádio do Maracanã, Rio de Janeiro              |
| 16:00       | Willian Arão 53' | Súmula (FERJ) |               | Público: 54 931 Árbitro: RJ Rafael Martins de Sá |

| 27 de março | Fluminense | 1 – 2         | Botafogo          | Estádio do Maracanã, Rio de Janeiro                              |
| 16:00       | Cano 90+6' | Súmula (FERJ) | Erison 45+2', 90' | Público: 28 538 Árbitro: RJ Paulo Renato Moreira da Silva Coelho |

##### Finais
Fonte:
Ida
| 30 de março                           | Flamengo | 0 – 2         | Fluminense    | Estádio do Maracanã, Rio de Janeiro                               |  |
| 21:40                                 |          | Súmula (FERJ) | Cano 82', 84' | Público: 52 821 Árbitro: RJ Wagner do Nascimento Magalhães (FIFA) |  |
| \| \| Flamengo \| \| Fluminense \| \| |          |               |               |                                                                   |  |
|                                       | Flamengo |               | Fluminense    |                                                                   |  |

Volta
| 2 de abril                            | Fluminense | 1 – 1         | Flamengo | Estádio Maracanã, Rio de Janeiro                         |  |
| 18:00                                 | Cano 43'   | Súmula (FERJ) | Gabi 28' | Público: 69 760 Árbitro: RJ Bruno Arleu de Araújo (FIFA) |  |
| \| \| Fluminense \| \| Flamengo \| \| |            |               |          |                                                          |  |
|                                       | Fluminense |               | Flamengo |                                                          |  |

## Premiação
| Campeonato Carioca de 2022       |
| Rio de Janeiro                   |
| -------------------------------- |
| FLUMINENSE Campeão (32.º título) |

## Classificação geral
Fonte:
| Pos. | Equipe        | PG | J  | V | E | D | GP | GS | SG  | Classificação ou rebaixamento     |
| ---- | ------------- | -- | -- | - | - | - | -- | -- | --- | --------------------------------- |
| 1    | Fluminense    | 28 | 11 | 9 | 1 | 1 | 16 | 2  | +14 | Campeão Estadual                  |
| 2    | Flamengo      | 26 | 11 | 8 | 2 | 1 | 27 | 8  | +20 | Vice-campeão Estadual             |
| 3    | Vasco da Gama | 22 | 11 | 7 | 1 | 3 | 19 | 11 | +8  | Semifinalistas do Campeonato      |
| 4    | Botafogo      | 20 | 11 | 6 | 2 | 3 | 24 | 16 | +8  | Semifinalistas do Campeonato      |
| 5    | Resende       | 12 | 11 | 3 | 3 | 5 | 11 | 17 | –6  | Campeão da Taça Rio               |
| 6    | Nova Iguaçu   | 14 | 11 | 4 | 2 | 5 | 11 | 15 | –4  | Vice-campeão da Taça Rio          |
| 7    | Portuguesa-RJ | 12 | 11 | 3 | 3 | 5 | 11 | 12 | –1  | Semifinalistas da Taça Rio        |
| 8    | Audax Rio     | 11 | 11 | 3 | 2 | 6 | 9  | 14 | –5  | Semifinalistas da Taça Rio        |
| 9    | Madureira     | 11 | 11 | 3 | 2 | 6 | 9  | 17 | –8  |                                   |
| 10   | Boavista-RJ   | 9  | 11 | 3 | 4 | 4 | 13 | 16 | –3  |                                   |
| 11   | Bangu         | 9  | 11 | 2 | 3 | 6 | 5  | 17 | –12 |                                   |
| 12   | Volta Redonda | 6  | 11 | 1 | 3 | 7 | 11 | 21 | –10 | Rebaixado para a Série A2 de 2022 |

## Estatísticas

### Artilharia
| Gols | Jogador            | Equipe        |
| ---- | ------------------ | ------------- |
| 9    | Gabi               | Flamengo      |
| 8    | Erison             | Botafogo      |
| 7    | Cano               | Fluminense    |
| 6    | Samuel Granada     | Nova Iguaçu   |
| 5    | De Arrascaeta      | Flamengo      |
| 5    | Matheus Nascimento | Botafogo      |
| 5    | Nenê               | Vasco da Gama |
| 5    | Raniel             | Vasco da Gama |
| 4    | Arias              | Fluminense    |
| 4    | Pedrinho           | Volta Redonda |

## Público

### Maiores públicos
Esses são os maiores públicos do campeonato:
| Nº | Público[PP] | Mandante      | Placar | Visitante     | Estádio       | Data            | Etapa     | Rodada | Ref.   |
| -- | ----------- | ------------- | ------ | ------------- | ------------- | --------------- | --------- | ------ | ------ |
| 1  | 64 709      | Fluminense    | 1–1    | Flamengo      | Maracanã      | 2 de abril      | Final     | Volta  | [ 28 ] |
| 2  | 61 335      | Bangu         | 0–6    | Flamengo      | Maracanã      | 12 de março     | Taça GB   | 11ª    | [ 29 ] |
| 3  | 54 931      | Flamengo      | 1–0    | Vasco da Gama | Maracanã      | 20 de março     | Semifinal | Volta  | [ 30 ] |
| 4  | 50 416      | Flamengo      | 0–2    | Fluminense    | Maracanã      | 30 de março     | Final     | Ida    | [ 31 ] |
| 5  | 33 999      | Vasco da Gama | 0–1    | Flamengo      | Maracanã      | 16 de março     | Semifinal | Ida    | [ 32 ] |
| 6  | 26 043      | Fluminense    | 1–2    | Botafogo      | Maracanã      | 27 de março     | Semifinal | Volta  | [ 33 ] |
| 7  | 19 894      | Flamengo      | 0–1    | Fluminense    | Nilton Santos | 6 de fevereiro  | Taça GB   | 4ª     | [ 34 ] |
| 8  | 19 340      | Flamengo      | 2–1    | Vasco da Gama | Nilton Santos | 6 de março      | Taça GB   | 10ª    | [ 35 ] |
| 9  | 11 909      | Botafogo      | 1–3    | Flamengo      | Nilton Santos | 23 de fevereiro | Taça GB   | 8ª     | [ 36 ] |
| 10 | 10 661      | Fluminense    | 2–0    | Vasco da Gama | Nilton Santos | 26 de fevereiro | Taça GB   | 9ª     | [ 37 ] |

- PP. ^  Considera-se apenas o público pagante

## Seleção do Campeonato
Pouco depois da conquista do título do Campeonato Carioca pelo Fluminense, no sábado, no Maracanã, a Federação de Futebol do Estado do Rio de Janeiro (Ferj) divulgou a seleção do “Cariocão Betfair 22”. Campeão da competição, o Tricolor emplacou três jogadores no time, além do técnico Abel Braga. Já o Flamengo, vice-campeão, teve quatro representantes entre os 11 da equipe. A portuguesa–RJ e o Vasco da Gama tiveram apenas um representante.  De acordo com a Ferj, o time foi eleito “por um júri de jornalistas esportivos”.
| Posição          | Nome             | Clube         |
| ---------------- | ---------------- | ------------- |
| Goleiro          | Thiago Rodrigues | Vasco da Gama |
| Lateral direito  | Daniel Borges    | Botafogo      |
| Zagueiros        | Nino             | Fluminense    |
| Zagueiros        | David Luiz       | Flamengo      |
| Lateral esquerdo | Sanchez          | Portuguesa–RJ |
| Meias            | André            | Fluminense    |
| Meias            | João Gomes       | Flamengo      |
| Meias            | Nenê             | Vasco da Gama |
| Meias            | Arrascaeta       | Flamengo      |
| Atacantes        | Germán Cano      | Fluminense    |
| Atacantes        | Gabriel          | Flamengo      |
| Técnico          | Abel Braga       | Fluminense    |
| Artilheiro       | Gabriel          | Flamengo      |
| Craque           | Arrascaeta       | Flamengo      |
| Revelação        | Erison           | Botafogo      |